# Dana Reeve
Dana Reeve, ameriška igralka in pevka, * 17. marec 1961, † 6. marec 2006.
Dana Reeve je najbolj znana kot žena Christopherja Reeva in predsednica fundacije Christopher Reeve Paralysis Foundation, ki je bila ustanovljena v spomin na njenega moža.
Umrla je za posledicami pljučnega raka.